# Aubigny-aux-Kaisnes
Aubigny-aux-Kaisnes es una comuna francesa, situada en el departamento de Aisne, de la región de Alta Francia.

## Demografía
| 336 | 291 | 262 | 279 | 263 | 271 | 243 | 246 |
| Para los censos de 1962 a 1999 la población legal corresponde a la población sin duplicidades (Fuente: INSEE [Consultar]) |     |     |     |     |     |     |     |